# Stoby socken
Stoby socken i Skåne ingick i Västra Göinge härad, ingår sedan 1971 i Hässleholms kommun och motsvarar från 2016 Stoby distrikt.
Socknens areal är 73,24 kvadratkilometer varav 70,80 land. År 2000 fanns här 2 178 invånare. En del av Hässleholm med stadsdelen/byn Röinge, tätorten Ballingslöv samt tätorten Stoby med sockenkyrkan Stoby kyrka ligger i socknen.

## Administrativ historik
Socknen har medeltida ursprung. 
Vid kommunreformen 1862 övergick socknens ansvar för de kyrkliga frågorna till Stoby församling och för de borgerliga frågorna bildades Stoby landskommun. En del av landskommunen utbröts 1901 till den då nybildade Hässleholms köping. En del av församlingen utbröts 1 maj 1910 till den då nybildade Hässleholms församling.  Landskommunen utökades 1952 och uppgick 1971 i Hässleholms kommun. Församlingen uppgick 2002 i Stoby-Norra Sandby församling som 2006 uppgick i en återbildad Stoby församling som 2014 uppgick i Hässleholms församling.
1 januari 2016 inrättades distriktet Stoby, med samma omfattning som församlingen hade 1999/2000.  
Socknen har tillhört län, fögderier, tingslag och domsagor enligt vad som beskrivs i artikeln Västra Göinge härad. De indelta soldaterna tillhörde Norra skånska infanteriregementet, Västra Göinge kompani och Skånska husarregementet, Livskvadronen.

## Geografi
Stoby socken ligger närmast nordost om Hässleholm kring Almaån och med Lursjön i norr. Socknen är i söder en odlad slättbygd och i norr en skogsbygd.
Kalkstensbrytning har pågått i socknen sedan urminnes tider och pågår än. Carl von Linné besökte kalkstensgrottorna under sin skånska resa. Man tror också att grottorna användes under snapphanekriget att gömma undan tillhörigheter.

## Fornlämningar
Från stenåldern finns 20 boplatser. Från bronsåldern finns gravrösen och skålgropsförekomster. Från järnåldern finns sex gravfält, domarringar och resta stenar.

## Namnet
Namnet skrevs i mitten av 1100-talet Stocby och kommer från den gamla kyrkbyn. Efterleden är by, 'gård; by'. Förleden innehåller stock med oklar syftning..